# Ибрахим II Богра-хан
Ибрахим ибн Мухаммад Богра-хан (1128—1158) — тюркский правитель Самаркандского удела Караханидского каганата в 1141-1158 гг. (1130—1132, 1141—1156).

## Биография и правление
Сын Ахмад Арслан-хана. О жизни Ибрахима II сохранились противоречивые исторические данные. К 1133 г. кидани захватили территорию Восточного каганата. Власть Караханидов уцелела в Кашгаре, но не в Баласагуне, который стал столицей карахытайского царя (гурхан).
После победы в Катванском сражении кидани возвели на самаркандский престол Ибрахим б. Мухаммада. Ибрахим II был в зависимости от киданей, правителя Елюй Даши. 1141 году после смерти. Лишь в 1143 году с помощью швагера Ахмад Санджара , султана Сельджукидов, сумел отвоевать Самарканд и Бухару.
Был верным союзником Сельджукидов. В 1144 и 1147—1148 годах участвовал в походах против хорезмшаха Атсиза . Впрочем, положение Ибрагим резко ухудшилось после поражения Ахмада Санджара в 1153 году от огузов. Вскоре каган вынужден был признать превосходство Елюй Или , гурхана каракитаев.
1156 карлика во главе с Аяр-беком восстали против Ибрагима III Тамгач-хана, которого свергли и казнили. В ответ каракитаи поставили каганом Али Чагри-хана .

## Монеты
Ибрахим б. Мухаммад действительно был ставленником киданей в Мавараннахре. На его монетах упомянут правитель киданей гурхан. Ибрахим б. Мухаммад является вассалом сельджукида султана Санжара, с другой — неверного гурхана, что проявилось на надписях его монет.
Ибрахим II погиб от рук восставших мятежников карлуков в Бухаре в местности Келлябад.